# I cannoni tuonano ancora
I cannoni tuonano ancora è un film del 1974, diretto da Sergio Colasanti e da Joseph Lerner.

## Trama
In Francia, nel 1944, un sergente, un caporale e tre soldati statunitensi rimangono imprigionati in una caverna durante un bombardamento. Per uscire iniziano a scavare ma sbucano in una grotta sotterranea in cui è custodito il tesoro nascosto di Hermann Göring, sorvegliato da militari tedeschi. Uccisi i nemici, si uniscono a loro un anziano professore e un ragazzo quindicenne. Riprendono a scavare, ma uno di loro, Slater, alla vista di quelle ricchezze dichiara di voler rimanere in quel luogo e tenta di convincere gli altri a fare lo stesso. Vengono scoperti un proiettore e alcuni filmati osceni, così gli americani iniziano a festeggiare ma tra di loro sorgono conflitti continui. Una volta terminato lo scavo del tunnel si aprono un varco per uscire, ma ricominciano i bombardamenti aerei e Slater cerca di far crollare le impalcature del tunnel per non farli andare via. Gerfy, sacrificando la propria vita, fa uscire all'aperto i soldati, il professore e il ragazzo. Slater, rimasto solo dentro la grotta, ormai completamente folle, sostiene di poter andare avanti da solo, senza donne ma possedendo le più grandi ricchezze del mondo. Fuori, però, il bombardamento prosegue incessante.

## Produzione
Il film fu l'ultimo ad essere stato girato nei Cosmopolitan Studios (di proprietà di Carlo Ponti) a Tirrenia tra il 1969 e il 1970, con il titolo provvisorio Le tenebre del giorno ma venne presentato soltanto quattro anni più tardi in due versioni, una con i titoli italiani e un'altra con i titoli anglofoni, dove gli attori, tranne Robert Woods e Zack Norman, avevano i nomi americanizzati in Michael De Luca, Martin Priest, Allan Burns e Marc Fell. Il direttore di produzione è Gino Rossi.

## Distribuzione
Il film ottenne il visto di censura n. 64.913 l'11 agosto del 1974 con una lunghezza di 2.590 metri, con il divieto ai minori di 18 anni "in considerazione dell'atmosfera e delle situazioni morbose, presenti soprattutto nella seconda parte del film". Ebbe la prima proiezione pubblica il 22 ottobre del 1974, ma venne distribuito in poche sale soltanto nell'estate del 1975. Venne proiettato anche negli Stati Uniti, con il titolo And the bombs keep falling.
L'8 ottobre del 2009 il divieto ai minori di 18 anni decadde e il film venne dichiarato visibile per tutti. È stato trasmesso in prima assoluta televisiva il 3 marzo del 2021 sul canale di Mediaset Cine34.

## Colonna sonora
Nella colonna sonora del film sono presenti le canzoni No Way Out e Go Away Baby, composte da Gianni Ferrio e Geraldine Ogus e cantate da Jula de Palma.